# Regimiento de Infantería N.º 19 Colchagua
El Regimiento N.º 19 «Colchagua» es una unidad del Ejército de Chile creada el 1 de marzo de 1948[cita requerida], pertenece a la II División Motorizada y su actual comandante es el Coronel Sergio Jara Williams.
La unidad táctica tiene su guarnición en la ciudad de San Fernando y cuenta con un Batallón de Infantería de Motorizado, una Compañía de Morteros, una Compañía Antiblindaje y una Unidad de Cuartel.

## Historia

### Fundación
Cabe señalar que el batallón de "Voluntarios de Colchagua" fue fundado el 8 de agosto de 1837 por decreto supremo bajo el gobierno del general José Joaquín Prieto, teniendo por primer Comandante al teniente coronel Rafael de la Rosa. 

### Guerra contra la Confederación
En septiembre de 1837, es enviado al Perú con las fuerzas del almirante Blanco Encalada, que fracasan y vuelven a Chile. Una vez formada una nueva expedición, el Batallón "Colchagua", tiene como Comandante al Coronel Pedro Urriola, bajo el mando del General Manuel Bulnes, desembarcó en Ancón y el 20 de agosto de 1838, tuvo participación en el combate de Guías y el 6 de enero de 1839 en el Puente de Buín. 
Por bando n.º 3 el 24 de diciembre de 1839 se disuelve el Batallón "Colchagua". En 1851 ante problemas internos por la presentación del candidato presidencial Manuel Montt, nuevamente se constituye el "Colchagua", bajo las órdenes del teniente coronel Juan Torres. 

### Guerra del Pacífico
Un nuevo Batallón "Colchagua" se creó el 14 de noviembre de 1879, durante la guerra del Pacífico, a partir de la fusión de los batallones "San Fernando" y "Rengo", ambos disueltos en el mismo decreto firmado por Aníbal Pinto. En el mes de marzo de 1880 llega a Iquique como fuerza de ocupación de la Provincia de Tarapacá, su comandante era en aquel entonces el teniente coronel Don Manuel José Soffia Otaegui. En Iquique pasa a formar parte de la reserva junto con el "Aconcagua" y el "Concepción", bajo el mando del general José Antonio Villagrán. El batallón es elevado a Regimiento "Colchagua" el 14 de agosto de 1880, contando con dos Batallones de 4 Compañías cada uno, tomando parte en la batalla de Chorrillos y Miraflores. 

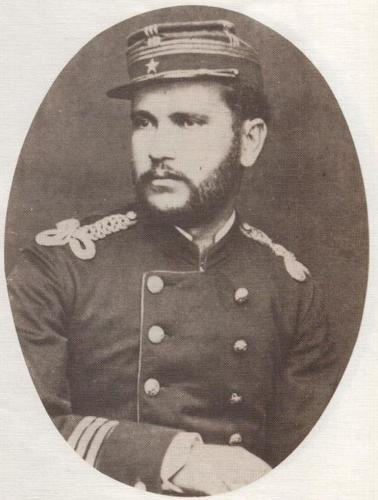
Pedro Antonio Vivar, Capitán Regimiento Colchagua, 8 de mayo de 1880.

Cayeron bregando en estas sangrientas batallas, los capitanes Pedro Vivar y Juan Reitor, los tenientes Manuel Carrasco y Manuel Palacios, y los Subtenientes Genaro Molina y José Villarroel. 
El batallón Colchagua en marzo de 1881, siempre al mando de su comandante Manuel Soffia regresó a Chile en el convoy que traía a parte del ejército, encabezada por el General Manuel Baquedano. Nuevamente es disuelto el Batallón "Colchagua" después del 1 de abril de 1881.

### SigloXX
El 1 de marzo de 1948, se fundó la actual unidad, por decreto supremo del Presidente de la República Gabriel González Videla con el nombre de "Regimiento de Infantería n.º 19 Colchagua" del Coronel José Manuel Soffia Otaegui en la ciudad de San Fernando, en el cuartel que ocupaba el regimiento "Andalien", y en el año 1980 pasó a ser Regimiento de Infantería de Montaña n.º 19 Colchagua con el cambio de estandarte por la fecha de creación de éste.

### SigloXXI
En conmemoración a su 180.° aniversario; el regimiento recibió los restos mortales del coronel José Manuel Soffia, su patronímico, para ser enterrados en un mausoleo financiado por la comunidad colchaguina.